# Karolina Westberg
Karolina Westberg (* 16. Mai 1978 in Kristianstad) ist eine ehemalige schwedische Fußballspielerin und Nationalspielerin.

## Karriere

### Vereine
Westberg begann beim Skillinge IF mit dem Fußballspielen. 1999 wechselte sie zu Malmö FF Dam. Hier spielte sie bis 2004, ehe sie zum Umeå IK damfotboll wechselte. Mit ihrem neuen Klub gewann sie in einem Zeitraum von vier Jahren viermal die Schwedische Meisterschaft. Ferner kam sie in den Saisonen 2003/04, 2006/07, 2007/08, 2008/09 und 2009/10 in insgesamt 23 Spielen, in denen ihr ein Tor gelang, in den Wettbewerben um den UEFA Women’s Cup und einmal im Nachfolgewettbewerb um die UEFA Women’s Champions League vereinsinternational zu Einsätzen. 2007 unterlag sie im in Hin- und Rückspiel ausgetragenen Finale dem Arsenal Women FC im Gesamtergebnis von 0:1 und 2008 dem 1. FFC Frankfurt im Gesamtergebnis von 3:4.

### Nationalmannschaft
Nachdem Westberg im Jahr 1994 bereits neun Länderspiele für die U17- und von 1995 bis 1997 23 Länderspiele für die U23-Nationalmannschaft bestritten hatte, debütierte sie am 21. Mai 1997 – kurz nach ihrem 19. Geburtstag – für die A-Nationalmannschaft, die das in Freundschaft ausgetragene Länderspiel gegen die Nationalmannschaft Russlands in Falköping mit 2:0 gewann.
Sie bestritt im Zeitraum von zwölf Jahren 126 Länderspiele, in denen ihr zwei Tore gelangen. Sie nahm an drei Weltmeisterschaften und zwei Europameisterschaften, sowie an zwei olympischen Fußballturnieren (2000 und 2004) teil. Im Turnier um die Europameisterschaft 2001 erreichte sie das Finale, das gegen die Nationalmannschaft Deutschlands nach der seinerzeit geltenden Regel durch Golden Goal mit 0:1 verloren wurde. Gleiches Schicksal widerfuhr ihr und ihrer Mannschaft im Finale um die Weltmeisterschaft 2003; der Nationalmannschaft Deutschlands unterlag sie erneut durch Golden Goal mit 1:2.

## Erfolge
Nationalmannschaft
- Finalist Weltmeisterschaft 2003
- Finalist Europameisterschaft 2001

Umeå IK damfotboll
- Finalist Women’s Cup 2007, 2008
- Schwedischer Meister 2005, 2006, 2007, 2008